# Christian Christoph Clam-Gallas
Christian Christoph Clam-Gallas (Praga, 1º settembre 1771 – Praga, 21 agosto 1838) è stato un nobile e mecenate boemo.
Fu uno dei patroni di Beethoven.

## Biografia
Figlio del conte Christian Phillip Clam-Gallas e membro di una delle più influenti famiglie dell'aristocrazia boema fedele agli imperatori d'Austria, Christian Christoph nacque a Praga, nel Palazzo Clam-Gallas, residenza della sua famiglia.
Cresciuto, divenne presidente della Società degli Amici Patriottici delle Arti e dell'Associazione degli Amici delle Arti e della Musica per la Chiesa in Boemia, distinguendosi subito come uno dei principali mecenati d'arte e musica della Boemia d'inizio Ottocento. La sede delle sue attività fu la città di Chrastava ove promosse largamente il pittore Joseph von Führich (1800-1876).
Si occupò attivamente anche della promozione del lavoro e dello sviluppo industriale in Boemia settentrionale, promuovendo la costruzione di moderni impianti di produzione, in particolare nel campo della tintura dei tessuti nella Josefinental presso Reichenberg (Liberec), perfezionandola dal 1808 in un filatoio per la lavorazione della lana e del cotone sopravvissuta sino al 1950. Per queste operazioni si servì dei mercanti fratelli Franz Liebieg (1799-1878) e John Liebieg (1802-1870). 
Fu proprietario del castello di Frýdlant, che egli decise di aprire al pubblico nel 1801 mostrando le proprie collezioni d'arte nonché il ricco archivio che affondava le proprie radici nel medioevo. Un altro castello in suo possesso fu quello di Grabštejn.

## Matrimonio e figli
Il conte Christian Christoph Clam-Gallas si sposò il 28 novembre 1797 a Praga con la contessa Josephine von Clary-Aldringen (1777-1828). La coppia ebbe tre figli: 
- Karolina (1798-1863)
- Christiane (1801-1886), sposò il feldmaresciallo luogotenente Franz Gundaker von Colloredo-Mansfeld
- Eduard (1805-1891), generale